# Christopher Hatz
Christopher Hatz, né le 21 octobre 1991 à Achern, est un coureur cycliste allemand.

## Palmarès et résultats

### Palmarès par année
- 2012
  - Erzgebirgsrundfahrt
- 2014
  - Kirschblütenrennen
  - Classement général du Baltyk-Karkonosze-Tour
- 2017
  -  Champion d'Allemagne du contre-la-montre par équipes
  - 3e du Tour de Düren
- 2018
  -  Champion d'Allemagne du contre-la-montre par équipes
  - Classement général du Tour de White Rock
- 2019
  -  Champion d'Allemagne du contre-la-montre par équipes
  - 3e du Tour de White Rock
- 2021
  - Grand Prix Hyper U
- 2022
  - Memorial Leo Wirth
  - 2e et 5e étapes du Tour of America's Dairyland
- 2023
  - 1re étape du Tour of America's Dairyland

### Classements mondiaux
| Année            | 2013   | 2014 | 2015 | 2016 | 2017 | 2018 |
| ---------------- | ------ | ---- | ---- | ---- | ---- | ---- |
| UCI Europe Tour  | 1 122e |      | 879e | 886e |      |      |
| UCI America Tour |        |      |      |      |      | 240e |